# Marc Coy
Marc Coy Grau (Cerdanyola del Vallès, 11 marzo 1987) è un hockeista su pista spagnolo, difensore del Cerdanyola.

## Palmarès

### Club

#### Competizioni nazionali
- Supercoppa di Spagna: 3

Barcellona: 2005
Liceo La Coruña: 2016, 2018
- Campionato spagnolo: 2

Barcellona: 2005-2006, 2006-2007
- Coppa del Re: 1

Barcellona: 2007
- Supercoppa del Portogallo: 1

Benfica: 2012
- Coppa del Portogallo: 1

Benfica: 2013-2014

#### Competizioni internazionali
- CERH European League: 2

Barcellona: 2004-2005
Benfica: 2012-2013
- Coppa CERS/WSE: 1

Barcellona: 2005-2006
- Supercoppa d'Europa/Coppa Continentale: 3

Barcellona: 2005-2006, 2006-2007
Benfica: 2013-2014
- Coppa Intercontinentale: 2

Barcellona: 2006
Benfica: 2013